# Knéset
La Knéset (en hebreo: הַכְּנֶסֶת‎, [ha'knéset], ‘la asamblea’) es el órgano unicameral que ostenta el poder legislativo del Estado de Israel. Su sede se encuentra en Jerusalén.
El origen del nombre Knéset se remonta al regreso del pueblo judío desde el exilio babilónico en el siglo v a. C. a Eretz Yisrael, donde se reunió la Gran Knéset, o Gran Asamblea, a la que debe su nombre. El número de parlamentarios (120) se debe también al número de miembros que se reunió en aquella Gran Asamblea.

## Historia
Las tradiciones de la Knéset y su funcionamiento tienen influencias de distintos acontecimientos a lo largo de la historia. En primer lugar, posee importantes influencias de las dinámicas del Congreso Sionista convocado por primera vez en 1897 en Basilea como una especie de parlamento del mundo judío-sionista. En segundo lugar, se le relaciona con la Asamblea de Representantes (Assefat Hanivharim), órgano representativo supremo del Yishuv, la comunidad judía en el Mandato británico de Palestina. Finalmente, gran parte de las tradiciones y dinámicas de la Knéset se deben al legado del Parlamento Británico.
El 18 de abril de 1948, un mes antes a la proclamación del Estado de Israel, se creó el Consejo del Pueblo (Moetzet Ha’am). El 14 de mayo de ese mismo año se convirtió en el Consejo Estatal provisional al que se le adjudicó la competencia de gabinete temporal que gobernó sobre la comunidad judía durante el Mandato británico de Palestina. Las reuniones de este Consejo Estatal Provisional se llevaban a cabo en el Museo de Tel Aviv, en el cine Kessem y en el Hotel San Remo hasta finales de 1949. El 26 de diciembre de este año la sede de la Knéset se trasladó a su residencia temporal en Beit Frumin en la calle Rey Jorge de Jerusalén hasta que finalmente el 31 de agosto de 1966 se trasladó permanentemente a Kyryat Ben Gurion.
El edificio de la Knéset se asienta sobre una colina en Jerusalén en un distrito conocido como Guivat Ram. El edificio fue financiado en sus orígenes por la familia Rothschild cuando el filántropo francés James Armand de Rothschild dejó una herencia como un regalo para el Estado de Israel en su testamento.

## Guardia de la Knéset
La Guardia de la Knéset (en hebreo: Mishmar HaKnesset) es una organización responsable de la seguridad de la Knéset y la protección de sus miembros (diputados). La Guardia de la Knesset no es una unidad militar. Los guardias están apostados fuera del edificio, y los ujieres están en servicio en el interior. El comandante de la fuerza es un oficial de la Knéset (קצין הכנסת, Ketsín Haknéset). Además de sus deberes cotidianos, la Guardia de la Knéset tiene un papel ceremonial, saludando a dignatarios y participando en la ceremonia anual en el Monte Herzl en la víspera del Día de la Independencia de Israel.

## Legislación
Israel no posee una Constitución que actúe como ley fundamental única, sino que consta de trece leyes fundamentales básicas redactadas en la Knéset a lo largo de la historia del país que tratan diversos ámbitos y temas de la política israelí que, en conjunto, constituyen la Constitución del Estado de Israel.

### Aprobación de leyes
Durante las sesiones plenarias mediante las cuales trabaja la Knéset, se llevan a cabo debates que versan sobre la legislación presentada por el gobierno o por diputados individuales, sobre la política y sobre actividad del gobierno.
La aprobación de un proyecto de ley debe pasar tres lecturas en la Knéset:
1. El proyecto se presenta al plenario y su contenido es sometido a debate. A continuación se deriva a la comisión pertinente para su estudio en profundidad y, si es necesario, se reformula o realizan cambios. Una vez finalizado el trabajo de la comisión en esta primera fase, el proyecto vuelve al plenario donde se realizará la segunda lectura.[11]
2. Durante la segunda lectura los miembros de la comisión que tengan salvedades pueden presentarlas. Después tiene lugar un debate general en el que cada artículo que compone el proyecto se somete a votación. Cuando finaliza el debate, tiene lugar la tercera lectura si no se solicita su devolución a la comisión previamente.[11]
3. La tercera lectura tiene lugar de forma inmediata tras la cual se vota la aprobación del proyecto en su conjunto. Si finalmente el proyecto resulta aprobado, para convertirse en ley precisa de la firma del presidente de la sesión y se publica en el Diario Oficial en el que deben constar las firmas del primer ministro, el presidente de la Knéset y el ministro responsable de su aplicación, así como el sello del estado.[11]

## Estructura y funciones

### El pleno del parlamento
La Knéset posee un pleno que es el cuerpo central y supremo de autoridad del Parlamento. Aquí son aprobadas las resoluciones de la Knéset por votación de los 120 parlamentarios que lo forman. Entre las funciones que se realizan en la Knéset se encuentra la presentación de proyectos de ley, mociones del orden del día, cuestiones parlamentarias para los ministros y mociones de confianza en el gobierno. Por otro lado, también se llevan a cabo dentro del pleno temas externos al parlamento en forma de debate. De este modo, se reflejan los acontecimientos políticos, de seguridad, sociales y económicos que tienen lugar en el Estado de Israel. Para la realización de estas actividades en el pleno no es preciso la presencia de todos los parlamentarios. Así, las resoluciones son adoptadas por mayoría de votos de los parlamentarios presentes, sin perjuicio de la existencia de una ley que exija una mayoría concreta más amplia para un tema determinado.
La función de la Knéset se desarrolla conforme el Reglamento de la Knéset, esto es, una serie de reglamentos, normas y disposiciones formuladas a lo largo de la historia del Parlamento a través de los cuales se regula los procedimientos que se deben llevar a cabo en el desarrollo del trabajo. Este Reglamento se complementa a su vez con las decisiones del Presidente del Parlamento y de sus adjuntos, las cuales son interpretadas por el Comité de Interpretación. El Pleno de la Knéset autoriza las enmiendas al Reglamento, las cuales precisan de la aprobación del Comité de la Cámara y del Pleno de la Knéset.
El Presidium de la Knéset establece el orden del día del parlamento. El artículo 10 de las Reglas de Procedimiento de la Knéset determina que de él forman parte el presidente de la Knéset y sus miembros adjuntos. En el Presidium se llevan a cabo debates sobre las mociones de la agenda planteadas por los miembros de la Knéset y la lectura preliminar de los proyectos de ley presentados durante una sesión por semana.
Las sesiones plenarias de la Knéset se celebran cada semana los lunes, martes y miércoles. Las sesiones se realizan en hebreo; no obstante, se permite hablar en árabe también, ya que el país reconoce ambos idiomas como oficiales, aunque estos discursos serán traducidos simultáneamente al hebreo. La única excepción en cuanto al idioma se produce cuando intervenga un invitado extranjero.
La Knéset cada año se divide en dos asambleas que, en total, duran ocho meses: la Asamblea de Verano y la Asamblea de Invierno. Durante los cuatro meses restantes en los que la Knéset se encuentra en receso, el gobierno está autorizado a convocar la Knéset para una sesión de quórum, que se convoca de manera extraordinaria fuera de las sesiones regulares. Esta asamblea también la pueden convocar 25 parlamentarios en conjunto.

#### La sala del pleno

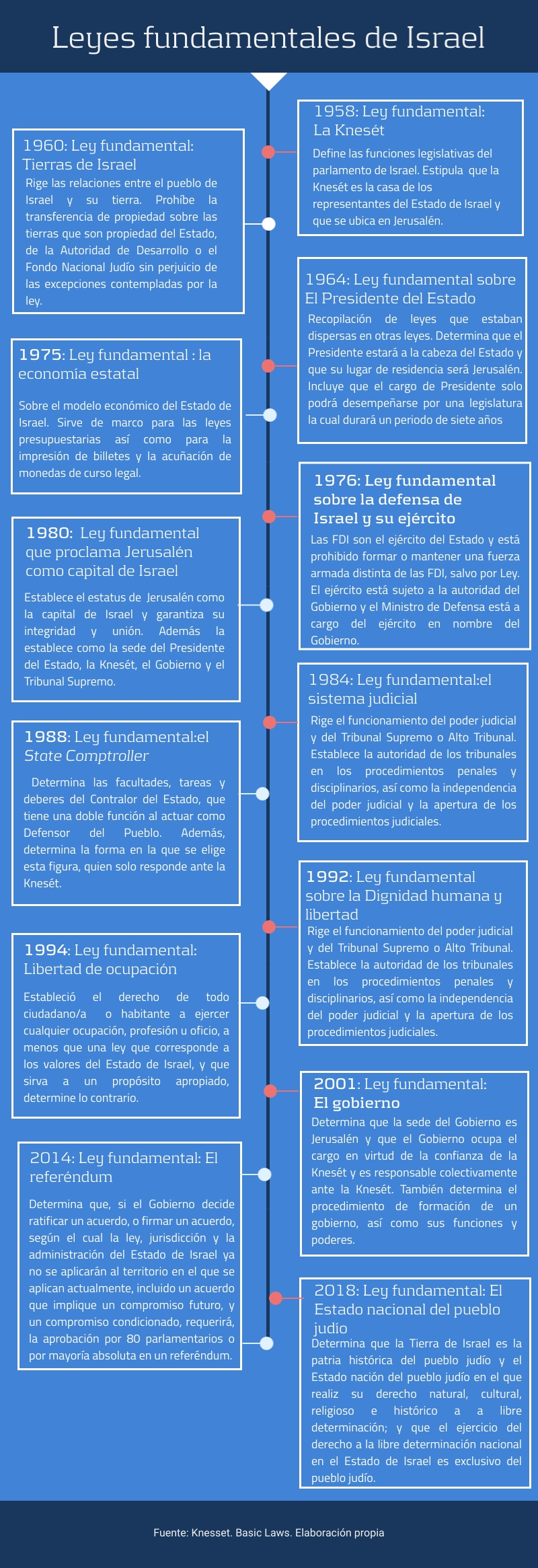
Leyes fundamentales del estado de Israel

Las reuniones del pleno del Parlamento se celebran en el salón que se encuentra dividido en dos partes. Por un lado, en la planta inferior se sientan los miembros de la Knéset y del Gobierno y, por otro lado, la parte superior comprende las galerías de los visitantes.

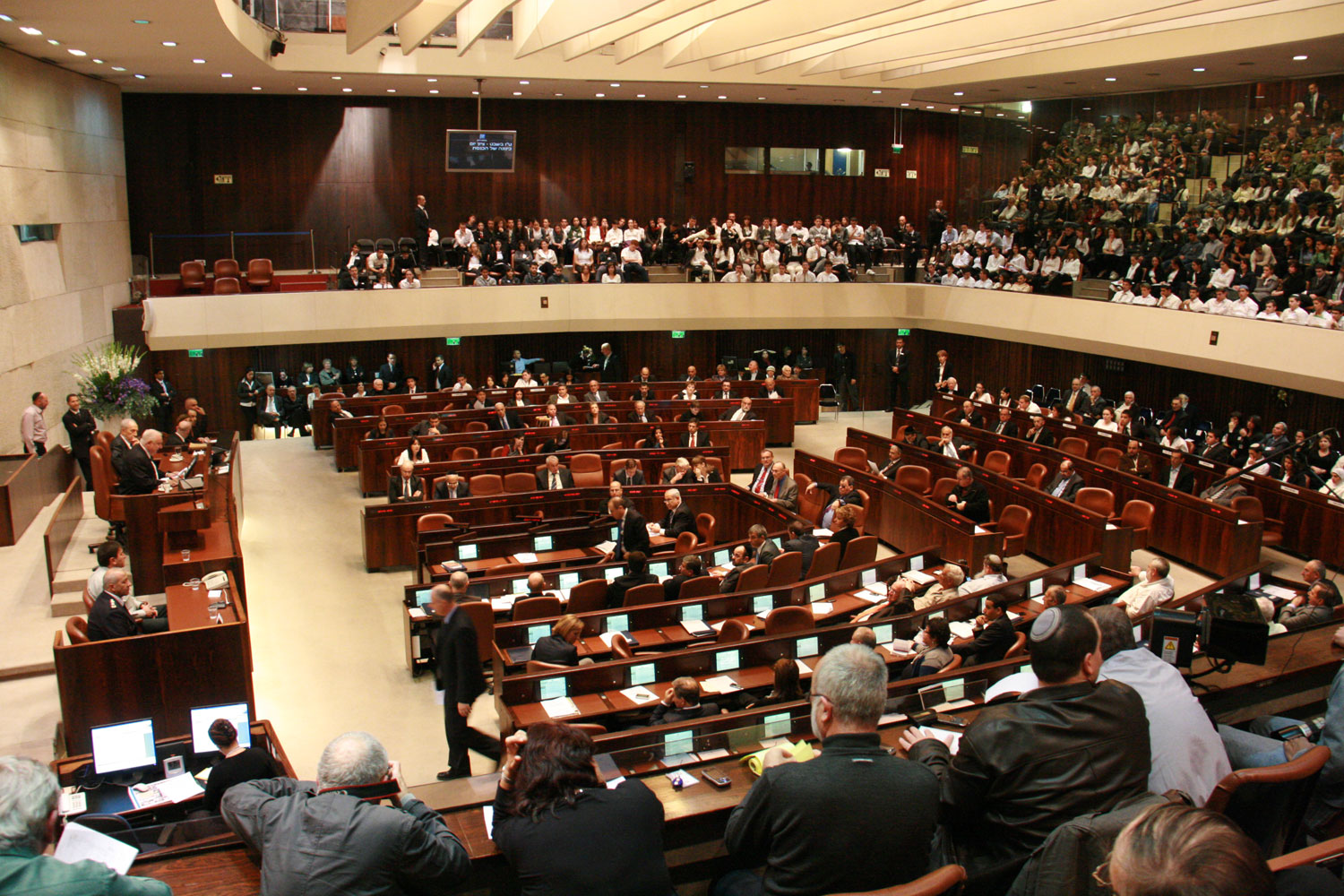
Salón del pleno de la Knéset

En el salón del pleno los miembros se sientan atendiendo a sus grupos parlamentarios. Esta distribución se determina previamente por el Comité de Disposiciones antes de la primera sesión de cada nueva legislatura asignándole a cada miembro un escaño permanente para esa legislatura al que queda electrónicamente adjudicado. Por regla general, el primero en elegir sitio en el parlamento es el grupo que ha logrado un mayor número de escaños. Este grupo parlamentario se suele sentar a la izquierda del presidente y el segundo más grande a la derecha. A la izquierda del presidente se sienta el secretario general de la Knéset y el sargento de Armas; mientras que a su derecha, se encuentra el podio para la el miembro del parlamento o persona que tiene la palabra. Por su parte, el portavoz de la Knéset se sienta en el centro del pleno.
Los escaños están dispuestos en forma de menorá, un candelabro de 7 brazos. En el centro se encuentra la mesa reservada para los miembros del Gobierno, que tiene forma de herradura y en cuyo centro se sienta el primer ministro.
La pared frontal de la sala fue diseñada por el artista israelí Danny Caravan (1930) a base de piedra de Galil y diseños grabados que representan distintos aspectos y motivos de Jerusalén. En el lado izquierdo cuelga un retrato grabado de Theodor Herzl sobre un fondo de zinc. La decoración fue elaborada por Dora Gad, quien primó el uso de la madera para cubrir las paredes, salas del comité y parte de las áreas públicas; y, para mantener un ambiente sobrio y sin pretensiones solo cubrió algunas áreas con piedra pulida.

### Comités
- Comités regulares: Existen cuatro tipos de comités de la Knéset que funcionan regularmente:
- Comités Permanentes de la Knéset: Sus presidentes son elegidos al comienzo del mandato de cada Knéset sobre la recomendación del Comité de Arreglos. Tras las elecciones celebradas en 2015 se crearon doce comités: el Comité de Inmigración, Absorción y Asuntos de la Diáspora; Comité de la Condición Jurídica y Social de la Mujer y la Igualdad entre los Géneros; Comité de Constitución, Derecho y Justicia; Comité de Asuntos Económicos; Comité de Educación, Cultura y Deportes; Comité de Finanzas; Comité de Asuntos Exteriores y Defensa; Comité de la Cámara de Representantes; el Comité de Asuntos Internos y Medio Ambiente; Comité de Trabajo, Bienestar y Salud; Comité de Ciencia y Tecnología y Comité de Control Estatal.[16][17]
- Comités Especiales de la Knéset: Su funcionamiento se asimila al de los Comités Permanentes; no obstante, su mandato es limitado ya que solo funcionan durante el mandato de la Knéset que los designó. Tras las elecciones de 2015 se crearon tres comités funcionales de esta categoría: Comité sobre el uso indebido de drogas, Comité sobre derechos del niño y el Comité para los trabajadores extranjeros.[16][17]
- Comité de Investigación parlamentaria: Son nombrados por el pleno. Su función es tratar asuntos particulares considerados de especial importancia para el país. A lo largo de la historia han existido los siguientes:[16][17]
- Comité de Ética: Responsable de la jurisdicción sobre los miembros del parlamento que hayan infringido las normas éticas de la Knéset o que se hayan visto involucrados en actividades ilegales fuera del ámbito de la Knéset. Las reglas de ética de la Knéset exigen que cualquier miembro dedique su tiempo según sea necesario para proteger el honor de la Knéset y sus miembros, y que se comporte de una manera apropiada y correcta como muestra su posición pública sin aprovechar el derecho a la inmunidad. El Comité de Ética no tiene permitido restringir el derecho de un miembro de la Knéset a votar.[16][18]
- Comités temporales: Por otro lado, se distinguen dos tipos de comités temporales dentro de la Knéset que son convocados ocasiones puntuales cuando es requerido:
- Comité de Interpretación: Su función pasa por gestionar las apelaciones contra la interpretación dada por el presidente durante una sesión del pleno al Reglamento de la Knéset o a los precedentes. Este Comité se compone por el presidente y ocho parlamentarios elegidos por el Comité de la Cámara.[19]
- Comités Públicos: Se crean para tratar asuntos relacionados con el Knéset. Los miembros de estos comités pueden ser expertos en un campo concreto, figuras públicas o miembros actuales o pasados de la Knéset. Un ejemplo es el Comité Público para el Proyecto de Directrices Éticas para los Miembros de la Knéset.[19]

## Composición actual (grupos parlamentarios)
La vigesimoquinta Knéset fue elegida el 1 de noviembre de 2022. La participación electoral total fue de 4 793 641 votantes, de los cuales 4 763 694 fueron votos válidos. La barrera electoral (3,25 %) se situó en los 154 820 votos.
| Lista   | Lista                       | Lista                       | Escaños elecciones de 2022 |
| ------- | --------------------------- | --------------------------- | -------------------------- |
|         | Likud                       | Likud                       | 32/120                     |
|         | Yesh Atid                   | Yesh Atid                   | 23/120                     |
|         | Shas                        | Shas                        | 11/120                     |
|         | Unión Nacional              | Unión Nacional              | 8/120                      |
|         | Sionismo Religioso          | Sionismo Religioso          | 7/120                      |
|         | Yahadut HaTorah             | Yahadut HaTorah             | 7/120                      |
|         | Otzmá Yehudit               | Otzmá Yehudit               | 6/120                      |
|         | Yisrael Beitenu             | Yisrael Beitenu             | 6/120                      |
|         | Ra'am                       | Ra'am                       | 5/120                      |
|         | Hadash-Ta'al                | Hadash-Ta'al                | 5/120                      |
|         | Tikva Jadasha-Derecha Unida | Tikva Jadasha-Derecha Unida | 4/120                      |
|         | Los Demócratas              | Los Demócratas              | 4/120                      |
|         | Noam                        | Noam                        | 1/120                      |
|         | Independiente               | Independiente               | 1/120                      |
| Fuente: |                             |                             |                            |

## Composición histórica

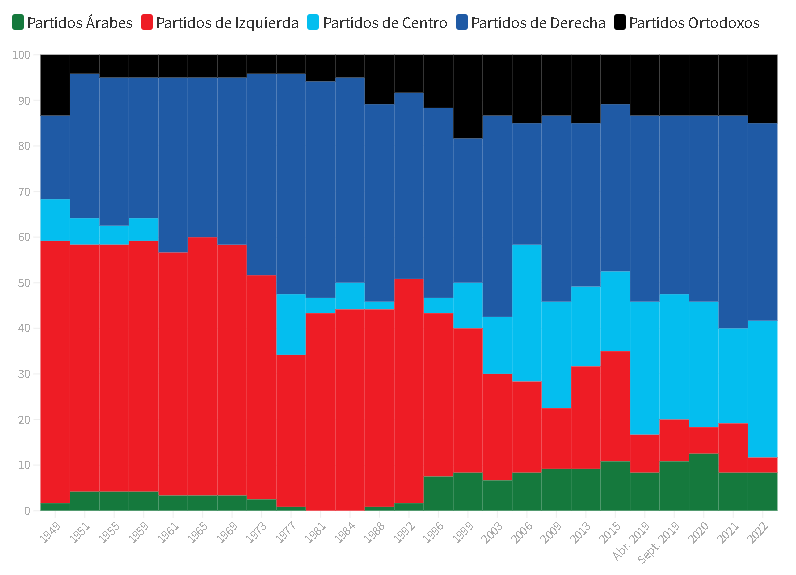
Representación porcentual de los grupos políticos en la Kneset

Partidos árabes
     Partidos de izquierda
     Partidos de centro
     Partidos de derecha
     Partidos ortodoxos
| Año       | Partidos árabes | Partidos árabes | Partidos árabes | Partidos de izquierda | Partidos de izquierda | Partidos de izquierda | Partidos de centro | Partidos de centro | Partidos de centro | Partidos de derecha | Partidos de derecha | Partidos de derecha | Partidos ortodoxos | Partidos ortodoxos | Partidos ortodoxos |
| 1949      | 2/120           | 2/120           | 2/120           | 69/120                | 69/120                | 69/120                | 11/120             | 11/120             | 11/120             | 22/120              | 22/120              | 22/120              | 16/120             | 16/120             | 16/120             |
| 1951      | 5/120           | 5/120           | 3               | 65/120                | 65/120                | 4                     | 7/120              | 7/120              | 4                  | 38/120              | 38/120              | 16                  | 5/120              | 5/120              | 11                 |
| 1955      | 5/120           | 5/120           | Sin cambios     | 65/120                | 65/120                | Sin cambios           | 5/120              | 5/120              | 2                  | 39/120              | 39/120              | 1                   | 6/120              | 6/120              | 1                  |
| 1959      | 5/120           | 5/120           | Sin cambios     | 66/120                | 66/120                | 1                     | 6/120              | 6/120              | 1                  | 37/120              | 37/120              | 2                   | 6/120              | 6/120              | Sin cambios        |
| 1961      | 4/120           | 4/120           | 1               | 64/120                | 64/120                | 2                     | 0/120              | 0/120              | 6                  | 46/120              | 46/120              | 9                   | 6/120              | 6/120              | Sin cambios        |
| 1965      | 4/120           | 4/120           | Sin cambios     | 68/120                | 68/120                | 4                     | 0/120              | 0/120              | Sin cambios        | 42/120              | 42/120              | 4                   | 6/120              | 6/120              | Sin cambios        |
| 1969      | 4/120           | 4/120           | Sin cambios     | 66/120                | 66/120                | 2                     | 0/120              | 0/120              | Sin cambios        | 44/120              | 44/120              | 2                   | 6/120              | 6/120              | Sin cambios        |
| 1973      | 3/120           | 3/120           | 1               | 59/120                | 59/120                | 7                     | 0/120              | 0/120              | Sin cambios        | 53/120              | 53/120              | 9                   | 5/120              | 5/120              | 1                  |
| 1977      | 1/120           | 1/120           | 2               | 40/120                | 40/120                | 19                    | 16/120             | 16/120             | 16                 | 58/120              | 58/120              | 5                   | 5/120              | 5/120              | Sin cambios        |
| 1981      | 0/120           | 0/120           | 1               | 52/120                | 52/120                | 12                    | 4/120              | 4/120              | 12                 | 57/120              | 57/120              | 1                   | 7/120              | 7/120              | 2                  |
| 1984      | 0/120           | 0/120           | Sin cambios     | 53/120                | 53/120                | 1                     | 7/120              | 7/120              | 3                  | 54/120              | 54/120              | 3                   | 6/120              | 6/120              | 1                  |
| 1988      | 1/120           | 1/120           | 1               | 52/120                | 52/120                | 1                     | 2/120              | 2/120              | 5                  | 52/120              | 52/120              | 2                   | 13/120             | 13/120             | 7                  |
| 1992      | 2/120           | 2/120           | 1               | 59/120                | 59/120                | 7                     | 0/120              | 0/120              | 2                  | 49/120              | 49/120              | 3                   | 10/120             | 10/120             | 3                  |
| 1996      | 9/120           | 9/120           | 7               | 43/120                | 43/120                | 16                    | 4/120              | 4/120              | 4                  | 50/120              | 50/120              | 1                   | 14/120             | 14/120             | 4                  |
| 1999      | 10/120          | 10/120          | 1               | 38/120                | 38/120                | 5                     | 12/120             | 12/120             | 8                  | 38/120              | 38/120              | 12                  | 22/120             | 22/120             | 8                  |
| 2003      | 8/120           | 8/120           | 2               | 28/120                | 28/120                | 10                    | 15/120             | 15/120             | 3                  | 53/120              | 53/120              | 15                  | 16/120             | 16/120             | 6                  |
| 2006      | 10/120          | 10/120          | 2               | 24/120                | 24/120                | 4                     | 36/120             | 36/120             | 21                 | 32/120              | 32/120              | 21                  | 18/120             | 18/120             | 2                  |
| 2009      | 11/120          | 11/120          | 1               | 16/120                | 16/120                | 8                     | 28/120             | 28/120             | 8                  | 49/120              | 49/120              | 17                  | 16/120             | 16/120             | 2                  |
| 2013      | 11/120          | 11/120          | Sin cambios     | 27/120                | 27/120                | 11                    | 21/120             | 21/120             | 7                  | 43/120              | 43/120              | 6                   | 18/120             | 18/120             | 2                  |
| 2015      | 13/120          | 13/120          | 2               | 29/120                | 29/120                | 2                     | 21/120             | 21/120             | Sin cambios        | 44/120              | 44/120              | 1                   | 13/120             | 13/120             | 5                  |
| Abr. 2019 | 10/120          | 10/120          | 3               | 10/120                | 10/120                | 19                    | 35/120             | 35/120             | 14                 | 49/120              | 49/120              | 5                   | 16/120             | 16/120             | 3                  |
| Sep. 2019 | 13/120          | 13/120          | 3               | 11/120                | 11/120                | 1                     | 33/120             | 33/120             | 2                  | 47/120              | 47/120              | 2                   | 16/120             | 16/120             | Sin cambios        |
| 2020      | 15/120          | 15/120          | 2               | 7/120                 | 7/120                 | 4                     | 33/120             | 33/120             | Sin cambios        | 49/120              | 49/120              | 2                   | 16/120             | 16/120             | Sin cambios        |
| 2021      | 10/120          | 10/120          | 5               | 13/120                | 13/120                | 6                     | 25/120             | 25/120             | 8                  | 56/120              | 56/120              | 7                   | 16/120             | 16/120             | Sin cambios        |
| 2022      | 10/120          | 10/120          | Sin cambios     | 4/120                 | 4/120                 | 9                     | 36/120             | 36/120             | 11                 | 52/120              | 52/120              | 4                   | 18/120             | 18/120             | 2                  |

## Sistema electoral
El sistema electoral israelí se regula a través de distintas leyes. En primer lugar se encuentra la Ley Básica de la Knéset (1958) la cual establece en su artículo 4 que la Knéset será elegida en elecciones generales, nacionales, directas, iguales, secretas y proporcionales. Los miembros de la Knéset son elegidos por circunscripción nacional de manera que el Estado funciona como distrito único mediante representación proporcional en una lista cerrada. No obstante, el parlamentario que goza de acceso a la Knéset puede continuar desempeñando su puesto como independiente o en otra formación en caso de que abandone el partido con el que entró en la Knéset, es decir, su escaño le pertenece a título personal. El sufragio es universal para las personas mayores de 18 años, es decir, toda la ciudadanía mayor de 18 años tiene derecho a voto. Existe una excepción por la que se le otorga a los tribunales la capacidad de privar a un ciudadano del derecho al sufragio. Durante la jornada electoral, cada persona emite un voto para un partido político que lo representará en el parlamento. El día electoral es festivo y, con el fin de intentar garantizar el acceso al voto a toda la ciudadanía, se ofrece la gratuidad durante ese día en los desplazamientos en transporte público y se facilita la votación al cuerpo militar y a los funcionarios israelíes destinados en el extranjero. No obstante, el voto por correo no está permitido.

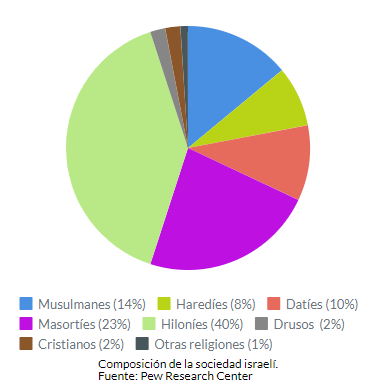
Gráfico sobre la diversidad social y religiosa de Israel.

En este sentido, la configuración de la circunscripción que considera el país como un único distrito y no comprende una distribución por territorios, facilita la diversidad de partidos en el seno del Parlamento, la cual refleja la composición de la sociedad israelí conformada por una gran diversidad de grupos sociales y religiosos cuyos intereses colectivos son representados a través de muchos partidos. De este modo, al ejercer el derecho al voto cada persona encuentra tantas papeletas como partidos políticos se presentan a los comicios. Cada papeleta lleva en hebreo o árabe las iniciales del partido que previamente ha debido registrar como las representativas de la formación. En ocasiones cuando esas siglas ya están escogidas, se escogen otras que, a veces, no están relacionadas directamente con el nombre del partido. Este sistema resulta de gran importancia para el correcto desarrollo de la jornada electoral ya que el 22’03% de la población de Israel está compuesta por inmigrantes, de los cuales una parte importante puede no conocer el idioma.

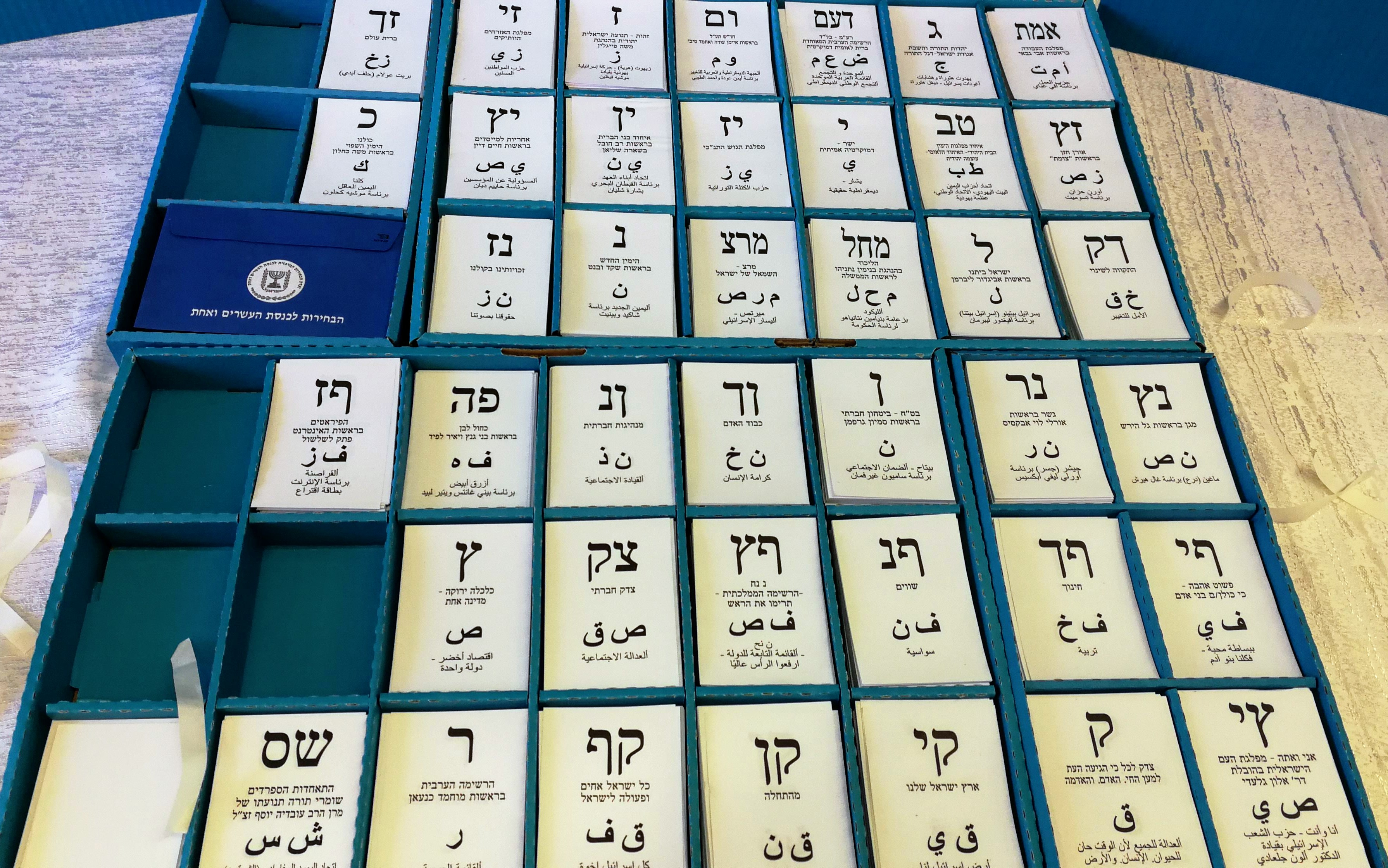
Papeletas para los comicios de 2019 en Israel

### Método Bader-Ofer para la distribución de escaños
El sistema electoral de Israel se conoce como el método Bader-Ofer, en honor a los parlamentarios Yohanan Bader y Avraham Ofer, quienes en 1973 propusieron su adopción. Este sistema se aplicó por primera vez en los octavos comicios celebrados ese mismo año, con el objetivo de que los votos de aquellos partidos que no lograsen superar la barrera electoral serían también tenidos en cuenta en el cómputo del reparto electoral. Este método establece que, tras la celebración de las elecciones, se calcula la distribución de escaños entre los diferentes partidos que han superado el umbral del 3,25 % del total de votos contabilizados como válidos en las elecciones. Este resultado establecería el mínimo de votos que un partido deba de sumar para poder entrar en la Knéset. La repartición de los escaños se realiza dividiendo el número de votos válidos entre el total de 120 escaños para determinar el número de votos que vale un escaño. A esta cifra se le denomina «indicador general» o «medidor». Seguidamente, se dividen los votos que recibiera cada partido por este medidor para obtener el número de escaños que le corresponde a cada una de las formaciones. En esta primera distribución no se adjudican el total de 120 escaños, recurriendo para el reparto de los escaños restantes al método Bader-Ofer. De este modo, se debe tener en cuenta, en primer lugar, los acuerdos de voto excedente firmados entre distintos partidos antes de las elecciones, si los hubiera. A continuación, se calcula qué partidos se beneficiarían de estos escaños sobrantes, dividiendo el número de votos válidos de cada formación entre el número de escaños que se le haya asignado inicialmente más uno. Tras el reparto de escaños, los partidos pueden proponer a su candidato para ocupar el puesto de primer ministro.

#### Ejemplo aclaratorio
A modo de ejemplo, durante las elecciones parlamentarias de Israel de 2003 votaron un total de 3 200 773 de personas. De todos ellos, fueron contabilizados como válidos 3 148 364 de votos. Para determinar en qué número de votos se sitúa la barrera electoral se calcula el 3,25 % de 3 148 364, lo que resulta en 102 321. Esta cifra es, por lo tanto, el número mínimo de votos que un partido debe obtener para poder entrar en la Knéset, quedando fuera aquellas formaciones con un número de votos menor. Al aplicar esta barrera, el número total de votos válidos de los partidos se sitúa en 3 016 624.
Seguidamente, para determinar el número de votos que vale un escaño, se divide 3 016 624 votos entre 120, dando 25 138 votos por escaño. De este modo, el indicador general o medidor se sitúa en los 25 138 votos y, para determinar el número de escaños de cada partido, se divide el número de votos de cada partido por este medidor, saldando en un total de 113 de escaños asignados quedando 7 escaños por adjudicar (votos excedentes) para ocupar el total de 120 escaños de la Knéset. Para adjudicar estos últimos, se divide el número total de votos válidos de cada partido por el número de escaños que se le ha asignado tras el primer cálculo más 1. De este cálculo se asigna el primer escaño al partido que ha obtenido un mayor cociente tras la aplicación del método, adjudicando los que siguen procediendo de igual forma.

## Edificio: galería

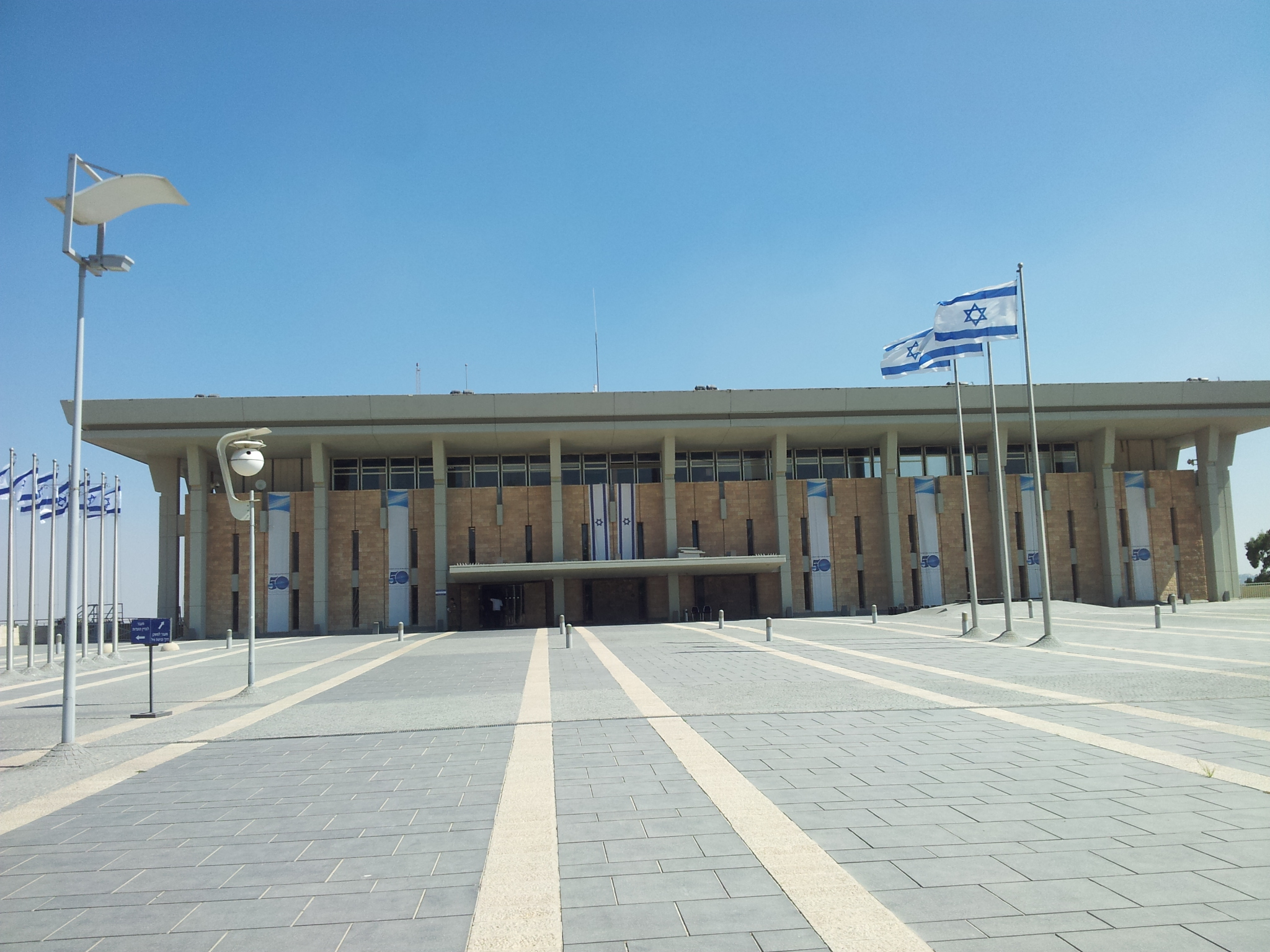
La entrada principal al edificio
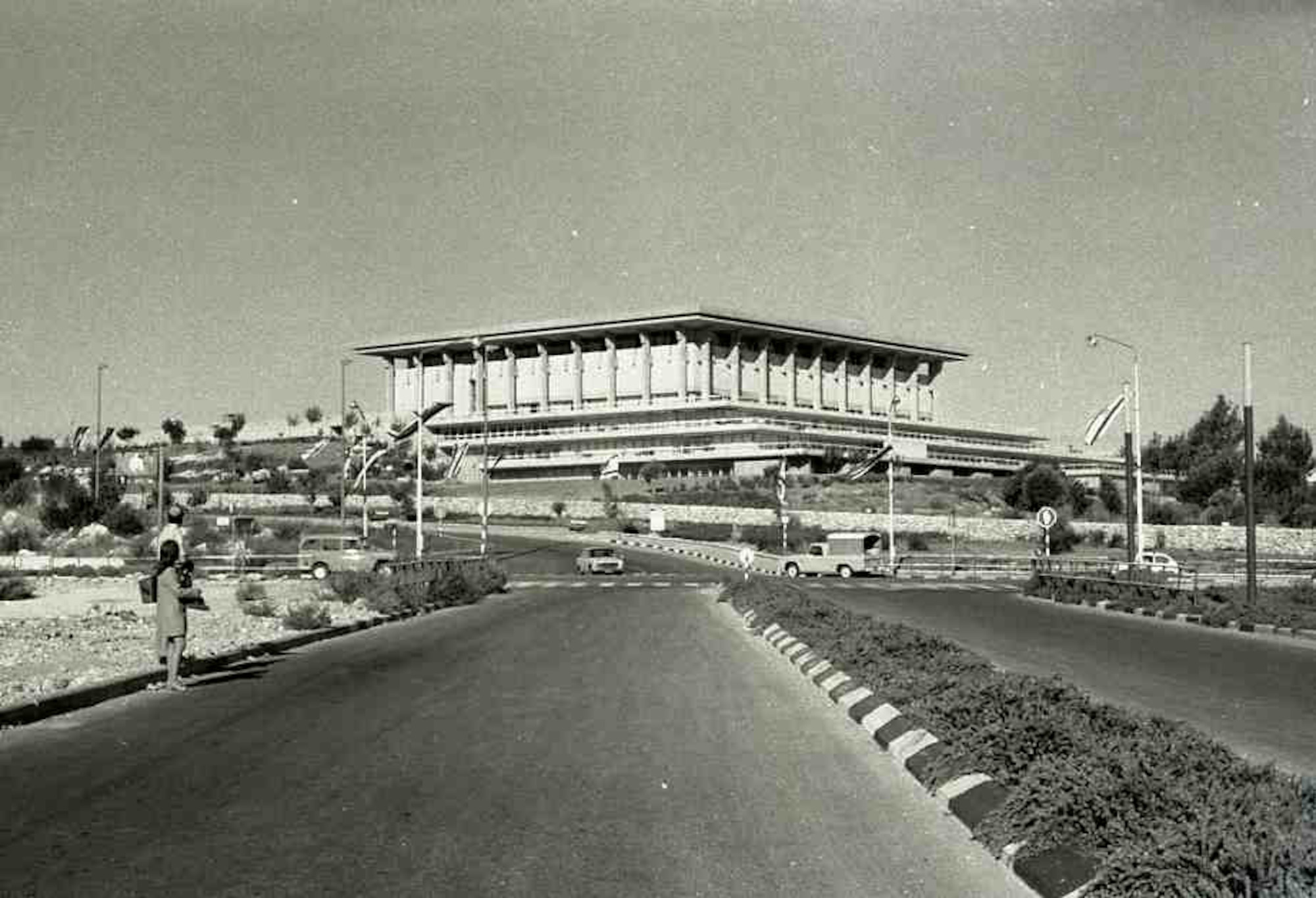
Imagen histórica de la Knéset
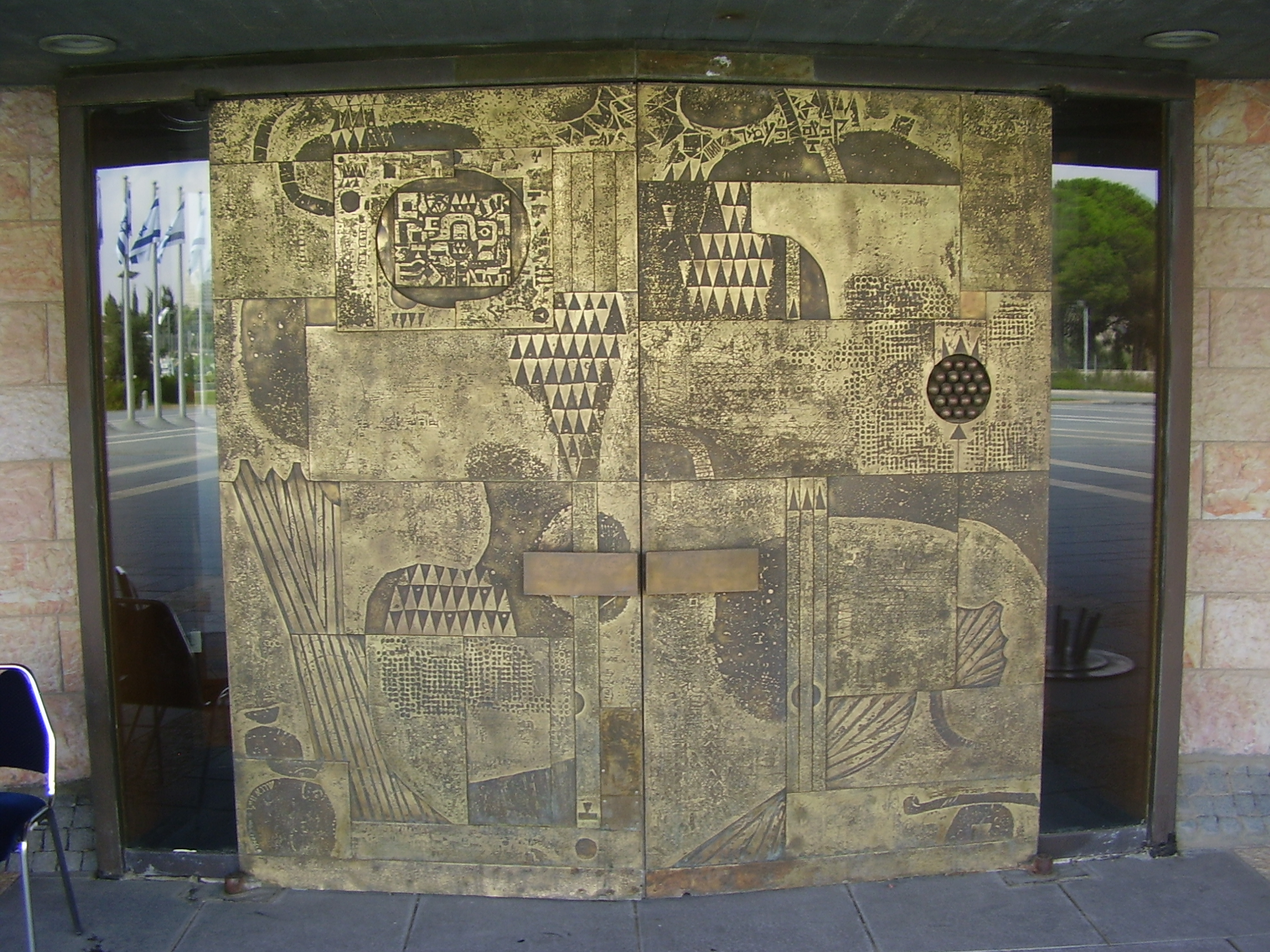
La puerta de las Tribus
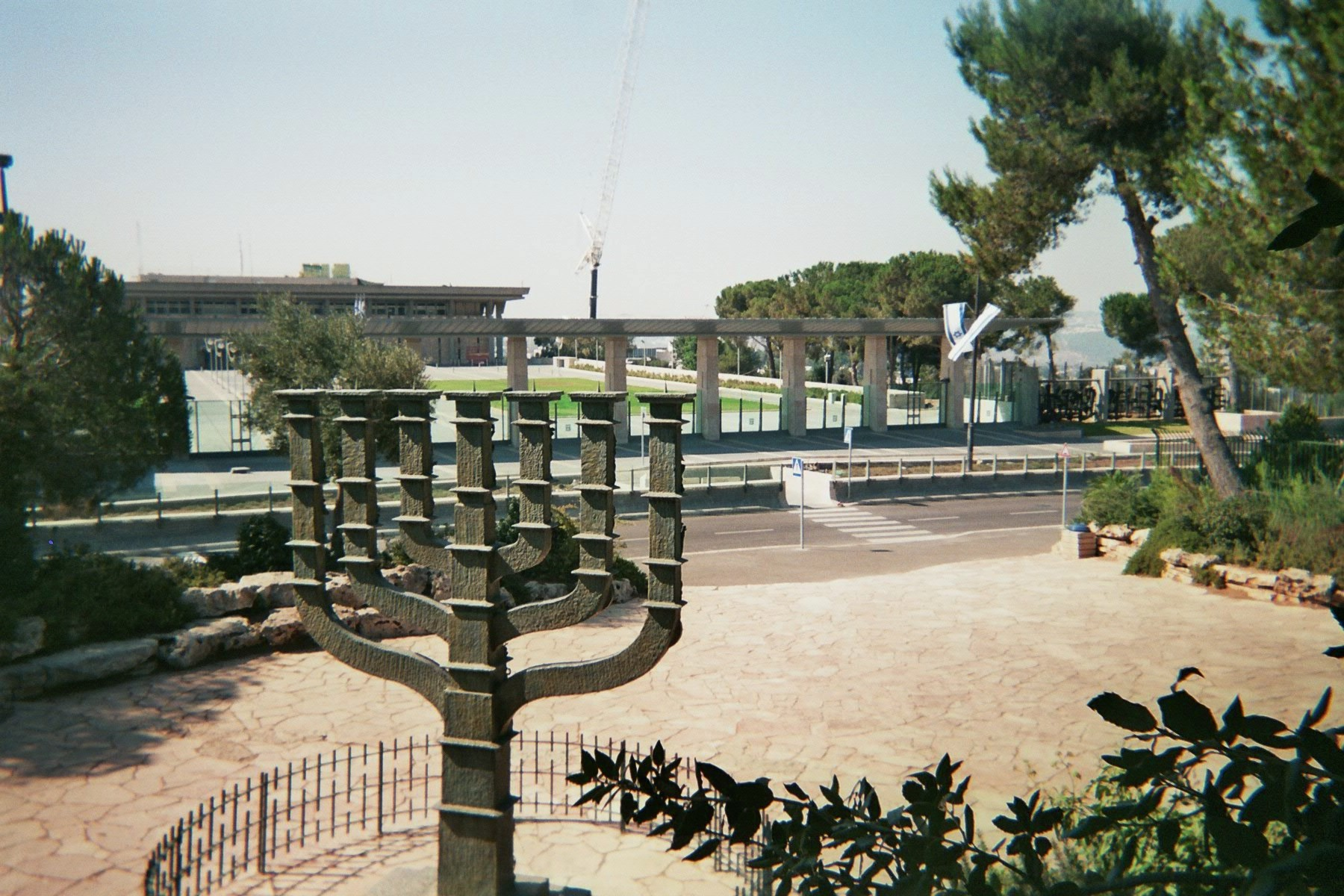
La llamada menorá de la Knéset, en el Jardín de las Rosas, delante del edificio del parlamento israelí.